# Taala
Taala est un village du Cameroun situé dans le département du Mayo-Danay et la Région de l'Extrême-Nord, à proximité de la frontière avec le Tchad. Il fait partie de la commune de Datcheka et du canton de Doukoula.

## Population
En 1967, la localité comptait 1 045 habitants, principalement Toupouri. À cette date, elle disposait d'une école publique à cycle complet. 
Lors du recensement de 2005, 2 485 personnes y ont été dénombrées.